# 髯丝蛛毛苣苔
髯丝蛛毛苣苔（学名：Paraboea barbatipes）为苦苣苔科蛛毛苣苔属下的一个种。